# Harold Barrowclough
Harold Eric Barrowclough (23 juin 1894 - 4 mars 1972) était un chef militaire néo-zélandais, avocat et juge en chef (Chief Justice) de 1953 à 1966.
Né à Masterton, Barrowclough commence des études de droit en 1913 et rejoint la Territorial Force (TF) la même année. En 1915, à mi-chemin de son diplôme de droit, il se porte volontaire pour servir à l'étranger dans le corps expéditionnaire de Nouvelle-Zélande (New Zealand Expeditionary Force) et combat sur le front occidental. Il termine la Première Guerre mondiale en commandant un bataillon de la New Zealand Rifle Brigade. Après la guerre, il termine ses études de droit et devient un avocat prospère. Il reprend également du service dans la Territorial Force, jusqu'en 1931, date à laquelle il s'installe à Auckland pour rejoindre un cabinet d'avocats basé dans cette ville.
Après le début de la Seconde Guerre mondiale, Barrowclough se porte volontaire pour servir dans la deuxième force expéditionnaire de Nouvelle-Zélande (2NZEF). Il commande une brigade d'infanterie de la 2e division néo-zélandaise pendant la campagne de Grèce et l'opération Crusader. En 1942, il est recommandé pour le commandement d'une division par son officier supérieur, le major général Bernard Freyberg, et reçoit la 3e division, qu'il dirige pendant la campagne des îles Salomon. Lorsque la division est dissoute à la fin de 1944, il se retrouve sans commandement et est finalement renvoyé de la 2NZEF. Il retourne à la profession d'avocat et, en 1953, est nommé juge en chef de Nouvelle-Zélande. Il crée une cour d'appel permanente pour la Nouvelle-Zélande et siège également au Conseil privé pendant un certain temps. Il prend sa retraite en 1966 et meurt à Auckland en 1972 à l'âge de 77 ans.

## Biographie

### Jeunesse
Harold Eric Barrowclough est né à Masterton, en Nouvelle-Zélande, le 23 juin 1894. Il est le fils d'un ingénieur civil, Alfred Barrowclough, et de sa femme. Plus tard, son père se lance dans l'enseignement. Il fait ses études à la Palmerston North Boys' High School, où il obtient de bons résultats scolaires et sportifs. Il est préfet et obtient une bourse universitaire en 1912. L'année suivante, il commence des études de droit à l'université d'Otago. Il s'engage également dans la Territorial Force.

### Première Guerre mondiale
Au début de la Première Guerre mondiale, Barrowclough se porte volontaire pour servir dans le Corps expéditionnaire de Nouvelle-Zélande (New Zealand Expeditionary Force - NZEF), s'engageant comme simple soldat en janvier 1915. Il fait preuve d'un potentiel de leader et, en quatre mois, il est nommé sous-lieutenant (Second lieutenant). Il part pour le service outre-mer en octobre 1915 après avoir été promu lieutenant et affecté à la New Zealand Rifle Brigade. Il a fait un bref service pendant la campagne de Senussi au Moyen-Orient avec le 2e bataillon de la brigade.
En 1916, alors que la Rifle Brigade sert désormais sur le front occidental au sein de la division néo-zélandaise, Barrowclough est considéré comme un officier exceptionnel et en mars, il est promu capitaine. Trois mois plus tard, il est nommé commandant d'une compagnie du bataillon. En septembre 1916, il est décoré de la Croix militaire (Military Cross) pour ses actions au cours de la bataille de la Somme, lorsqu'il dirige un groupe dans l'attaque d'un point d'appui allemand et fait la jonction avec la 47e division britannique voisine. Il fut également décoré de la Croix de Guerre française pour la même action.
Blessé au dos en juin 1917, il est invalidé en Angleterre pour une convalescence. Une fois rétabli, il commande des bataillons de réserve dans les bases de la NZEF en Angleterre. Il retourne en France en mars 1918 en tant que major temporaire et prend le commandement d'une compagnie. À ce stade de la guerre, il est recommandé pour le commandement d'un bataillon. En août 1918, il est promu au rang de lieutenant-colonel et nommé commandant du 4e bataillon de la New Zealand Rifle Brigade. Un mois plus tard, pendant l'Offensive des Cent-Jours, il est décoré de l'Ordre du service distingué (Distinguished Service Order - DSO) pour son leadership face à une contre-attaque allemande près du bois d'Havrincourt. Lors de la prise du Quesnoy, la dernière action de la division néo-zélandaise pendant la guerre, il dirigea son bataillon sur les remparts du Quesnoy. Il fut ensuite décerné pour une citation militaire britannique (Mentioned in Dispatches) pour son rôle dans cet engagement. Pendant que la division néo-zélandaise était en service d'occupation en Allemagne, il coordonna un programme d'éducation pour ses soldats jusqu'à son retour en Nouvelle-Zélande et sa démobilisation de la NZEF.

### L'entre-deux-guerres
Reprenant ses études de droit à Otago, Barrowclough obtient son diplôme de droit en 1921 et s'installe à Dunedin. Il a ensuite enseigné le droit à temps partiel. Il rejoint la Territorial Force et, de 1924 à 1929, commande le 1er bataillon du Otago Regiment. En 1930, il est promu colonel et se voit confier le commandement de la 3e brigade d'infanterie. Il démissionne de la Force territoriale en 1931 et accepte une offre d'association dans le cabinet d'avocats Russell, McVeagh, Bagnall and Macky d'Auckland. Il acquiert rapidement une grande notoriété dans le milieu juridique d'Auckland.
Au milieu des années 1930, Barrowclough est désenchanté par l'état des forces militaires néo-zélandaises, qui sont en déclin en raison d'un manque de ressources et de la suppression de l'entraînement militaire obligatoire. En 1936, il encourage la reformation de la Ligue de défense nationale de Nouvelle-Zélande (Defence League of New Zealand - NDL), un groupe de pression de défense qui vise à encourager et à revitaliser les préparatifs de défense de la Nouvelle-Zélande pour la guerre. Les dispositions de défense du pays étaient en mauvais état à l'époque, mais la NDL n'a pas eu beaucoup de succès auprès du gouvernement travailliste.

### Seconde Guerre mondiale

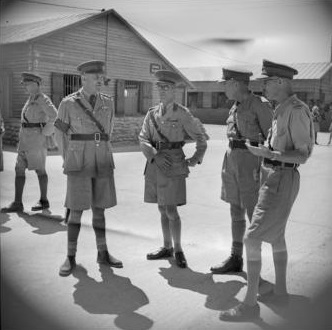
Le brigadier Reginald Miles (devant, à gauche, avec un brassard), Harold Barrowclough (au centre) et Graham Parkinson (2e à droite) attendent une cérémonie de remise de médaille, Maadi, Égypte. Le major général Bernard Freyberg est à l'extrême gauche.

#### La Grèce et l'Afrique du Nord
Avant le début de la Seconde Guerre mondiale, Barrowclough s'est porté volontaire pour les forces militaires néo-zélandaises (New Zealand Military Forces) et son offre a été dûment acceptée lorsque la deuxième force expéditionnaire néo-zélandaise (2NZEF), commandée par le général de division Bernard Freyberg, a été levée pour servir pendant la guerre. Lorsque la 2e division néo-zélandaise est formée en 1940, il est promu brigadier et nommé commandant de la 6e brigade d'infanterie (6th Infantry Brigade). Après avoir quitté la Nouvelle-Zélande en mai 1940, il passe les quatre mois suivants en Angleterre, où il commande des éléments de la 2e division néo-zélandaise qui ont été détournés vers le Moyen-Orient, tandis que sa propre brigade poursuit sa route vers l'Égypte comme prévu.
Barrowclough rejoignit la 6e Brigade d'infanterie en octobre 1940 et, déçu de sa qualité, mit un accent considérable sur l'entraînement. Cela lui permet d'obtenir de bons résultats lors de la campagne en Grèce en avril 1941. Après la fin des combats en Grèce, il refuse de se joindre aux critiques formulées par certains officiers supérieurs de la 2e division néo-zélandaise à l'encontre du leadership de Freyberg pendant la bataille. Il participe ensuite à l'opération Crusader, la campagne visant à lever le siège de Tobrouk. À un moment de la bataille, sa brigade a capturé des éléments du quartier général de l'Afrika Korps. Cependant, il a été impétueux dans ses efforts pour capturer le Point 175, une colline stratégiquement importante au sud de Tobrouk, ce qui a entraîné de lourdes pertes dans l'un des bataillons de sa brigade. Bien que le Point 175 ait été capturé, la brigade de Barrowclough n'a pu le tenir que quelques jours avant d'être forcée de se retirer en raison des attaques allemandes. Il a reçu une barrette (Medal bar) à sa Distinguished Service Order pour son leadership pendant l'offensive Crusader, après avoir déjà reçu la Croix de guerre grecque et une mention dans les dépêches pour son travail en Grèce.

#### Pacifique

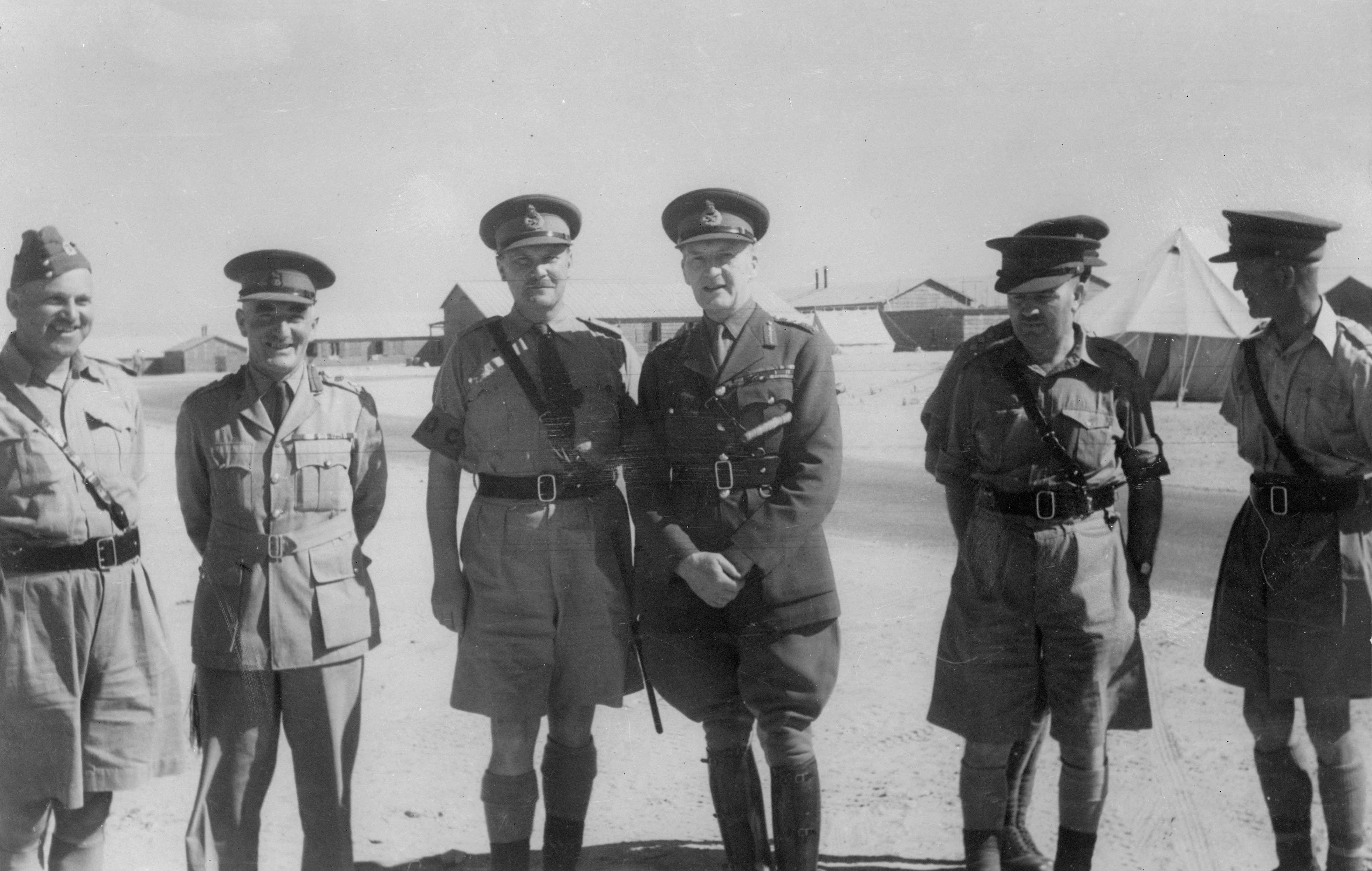
Le général Sir John Dill, chef de l'état-major impérial britannique, visite le camp de Maadi, en Égypte. De gauche à droite : Les brigadiers R. Miles et E. Puttick, le major général Freyberg et le général Dill, les brigadiers J. Hargest et H. E. Barrowclough.

En réponse à une demande du gouvernement néo-zélandais, Barrowclough est nommé par Freyberg au commandement de la section Pacifique de la 2NZEF, qui est basée à Fidji. Avec l'entrée en guerre du Japon impérial, ce commandement est important car les Fidji sont la dernière ligne de défense de la Nouvelle-Zélande continentale. Barrowclough s'embarque pour la Nouvelle-Zélande au début de l'année 1942, mais pendant son voyage, le commandant de la section Pacifique tombe gravement malade et est renvoyé chez lui pour être immédiatement remplacé par le Major Général Owen Mead. À son arrivée en Nouvelle-Zélande, Barrowclough est déçu de constater que le commandement auquel il s'attendait n'est plus disponible. Il est finalement affecté comme commandant de la Northern Division avec le grade de major général. Il est chargé de la défense de la partie supérieure de l'île du Nord et, pendant les quelques mois qui suivent, il supervise la réorganisation et l'entraînement de son nouveau commandement.
L'occasion pour Barrowclough de reprendre du service outre-mer s'est présentée après la mort de Mead dans un accident d'avion en juillet 1942. Au moment de la mort de Mead, la section Pacifique était rappelée en Nouvelle-Zélande pour être réorganisée en une division pour les opérations offensives dans le Pacifique Sud. En août, Barrowclough est nommé commandant de ce qui est désormais connu sous le nom de 3e division néo-zélandaise. Il remanie immédiatement sa structure et retire de nombreux officiers qu'il considère trop vieux pour le service en première ligne, les remplaçant par du personnel ayant une expérience avec la 2NZEF en Grèce, en Crète ou en Afrique du Nord. Il met également en place des programmes d'entraînement pour son nouveau commandement ; la plupart de son personnel avait été engagé dans la construction de fortifications pendant son séjour à Fidji, ce qui avait laissé peu de possibilités d'entraînement et d'exercices tactiques intensifs.
En réponse à une demande du vice-amiral Robert L. Ghormley, le commandant américain de la zone du Pacifique Sud, la 3e division se rendit en Nouvelle-Calédonie pour y tenir garnison pendant que les forces américaines qui y étaient précédemment stationnées participaient à la bataille de Guadalcanal. Conscient que sa division était la seule unité non américaine de taille importante sur un théâtre d'opérations doté d'une structure de commandement américaine globale, Barrowclough a demandé et obtenu une charte lui permettant de demander des instructions au gouvernement néo-zélandais s'il estimait que la division devait participer à des opérations susceptibles d'entraîner des pertes importantes.
Bien que Barrowclough soit arrivé en Nouvelle-Calédonie avec son quartier général divisionnaire en novembre 1942, le corps principal de son commandement n'était pas en place avant janvier 1943. Une fois sur l'île, sa division a commencé à s'entraîner aux débarquements amphibies et à la guerre dans la jungle afin de la préparer aux prochaines opérations offensives, tandis qu'il s'est attelé aux problèmes administratifs et logistiques de l'intégration de la division dans la structure de commandement américaine. La 3e division n'en a que le nom, puisqu'elle est composée de deux brigades d'infanterie - la 8e et la 14e - au lieu des trois d'une division d'infanterie classique, et il s'efforce en vain d'obtenir son expansion. La Nouvelle-Zélande ne pouvait pas fournir suffisamment d'effectifs pour avoir deux divisions d'infanterie complètes sur le terrain, et la préférence du gouvernement était de conserver la 2e division néo-zélandaise, toujours en Afrique du Nord, à son effectif complet. Barrowclough était mécontent de cette décision et ses relations avec le quartier général de l'armée à Wellington et son chef d'état-major, le lieutenant général Edward Puttick, se tendirent. La structure divisionnaire à deux brigades limitait également l'emploi de la 3e Division dans les opérations offensives, car elle ne pouvait pas être utilisée pour remplacer une division américaine en raison de son effectif réduit. Le fait d'être la seule unité dans la zone du Pacifique Sud en dehors de la chaîne d'approvisionnement américaine a également causé des problèmes logistiques, car la division utilisait du matériel britannique.

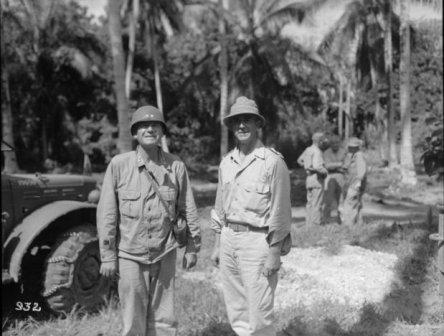
Barrowclough (à droite), avec le Major Général Oscar Griswold, commandant du XIVe Corps américain, Vella Lavella, 1943.

En août 1943, Barrowclough fut informé que sa division allait participer à la campagne des îles Salomon. Elle allait finalement participer à trois opérations amphibies majeures. La première a lieu en septembre 1943, lorsque la 14e brigade effectue une série de débarquements autour de la côte de Vella Lavella pendant la bataille de Vella Lavella. Il s'agit d'une performance satisfaisante des Néo-Zélandais et Barrowclough est félicité par les commandants américains pour le travail de la division.
Cette opération fut suivie en octobre 1943 par la bataille des îles du Trésor, à laquelle participa la 8e brigade et qui fut le premier débarquement amphibie monté sous le feu des forces néo-zélandaises depuis le débarquement de Gallipoli en 1915. Comme les opérations à Vella Lavella, ce débarquement est un succès, l'opposition japonaise étant rapidement réprimée. Au début de 1944, Barrowclough commande une force de près de 16 500 hommes pendant la bataille des îles Green, dont seulement un tiers sont des éléments de sa propre division. Le reste était constitué de forces américaines.
Depuis la formation de la 3e division, Barrowclough était conscient que la capacité de la Nouvelle-Zélande à maintenir cette dernière et la 2e division néo-zélandaise sur le terrain était limitée. Cependant, tant que les Japonais représentaient une menace pour la sécurité de la Nouvelle-Zélande, il existait toujours une volonté politique de maintenir la 3e division. Les Japonais n'étant plus une préoccupation significative pour le pays, la pénurie croissante de main-d'œuvre en Nouvelle-Zélande entraîne le démantèlement de la 3e division. En plus de fournir des renforts à la 2e division néo-zélandaise, alors engagée dans les combats en Italie, cela permet aux hommes de retourner dans les industries vitales de Nouvelle-Zélande.
Malgré les protestations de Barrowclough, le démantèlement commence en avril 1944, avec un contingent de près de 1 900 hommes retournant en Nouvelle-Zélande et d'autres qui suivront au cours des mois suivants. En juin 1944, ce qui restait de la division se trouvait en Nouvelle-Calédonie, où elle avait été retirée après la bataille des îles Green. En septembre, le démantèlement est rendu officiel et s'achève officiellement le mois suivant, laissant un Barrowclough démoralisé sans commandement. Il espérait un poste adéquat au sein de la 2e division néo-zélandaise, peut-être pour prendre la relève de Freyberg. Cela ne s'est pas produit et il a été envoyé au 21e groupe d'armées de l'armée britannique en tant qu'observateur. Fin 1945, il a été libéré de l'armée. Son service dans le théâtre d'opérations du Pacifique a été récompensé par plusieurs décorations, dont la Légion du mérite des États-Unis (Legion of Merit) et la nomination en tant que compagnon de l'Ordre du bain.

### Vie ultérieure
Après avoir quitté l'armée, Barrowclough a repris sa carrière d'avocat. Son cabinet d'avocats avait souffert pendant les années de guerre d'un manque de personnel et la reconstruction de son cabinet occupait une grande partie de son temps. En 1953, il s'installe à Wellington pour occuper le poste de juge en chef de Nouvelle-Zélande (Chief Justice), et reçoit la médaille du couronnement de la reine Elizabeth II. L'année suivante, il reçoit un doctorat honorifique en droit d'Otago. Il est également devenu membre du Conseil privé, a été nommé chevalier commandeur de l'ordre de Saint-Michel et Saint-Georges et a été fait chevalier par la reine Elizabeth II lors de sa visite en Nouvelle-Zélande en 1954. Pendant qu'il était Chief Justice, il a créé la Cour d'appel permanente de Nouvelle-Zélande. Après sa retraite en janvier 1966, Barrowclough est retourné à Auckland où il est décédé le 4 mars 1972 à l'âge de 77 ans. Il a laissé derrière lui trois enfants. Sa femme, Mary, qu'il avait épousée en 1921, est décédée avant lui en 1964.
Dans son testament, Barrowclough a laissé de l'argent à l'Université d'Otago, afin d'établir une bourse pour les étudiants en droit. En 2009, la Palmerston North Boys' High School, l'ancienne école de Barrowclough, a mis en place des programmes de leadership et de réussite nommés en son honneur.

## Décorations
- - Chevalier Commandeur de l'Ordre de Saint-Michel et Saint-Georges
- - Compagnon de l'Ordre du Bain
- - Ordre du Service distingué (Distinguished Service Order) et barrette
- - Croix militaire (Military Cross)
- - Décoration pour l'efficacité (Efficiency Decoration)
- - Croix de Guerre (France)
- - Croix de guerre (Grèce)
- - Legion of Merit (Etats-Unis)
- Citation militaire britannique (x2)